# Aktion Zamość
La limpieza étnica de Zamojszczyzna por parte de la Alemania nazi (en alemán: Aktion Zamość, también: Operación Himmlerstadt) durante la Segunda Guerra Mundial se llevó a cabo como parte de un plan mayor de expulsión forzosa de toda la población polaca de las regiones seleccionadas de la Polonia ocupada en preparación para el asentamiento patrocinado por el estado del Volksdeutsche. La operación de expulsiones masivas de la región de Zamojszczyzna alrededor de la ciudad de Zamość (ahora en el voivodato de Lublin, Polonia) se llevó a cabo entre noviembre de 1942 y marzo de 1943 por orden directa de Heinrich Himmler. Fue planeado previamente tanto por Globocnik, ideólogo de la Operación Reinhard como por Himmler, como la primera etapa de la eventual limpieza étnica antes de la germanización proyectada de todo el territorio del Gobierno General.
En la historiografía polaca, los eventos que rodearon las redadas alemanas nazis a menudo se nombran alternativamente como los Niños de Zamojszczyzna para enfatizar la detención simultánea de alrededor de 30,000 niños en ese momento, arrebatados de sus padres transportados desde Zamojszczyzna a campos de concentración y trabajo esclavo en la Alemania nazi. Según fuentes históricas, la policía y el ejército alemanes expulsaron a 116.000 hombres y mujeres polacos en tan solo unos meses durante la Operación Zamość.

## Origen

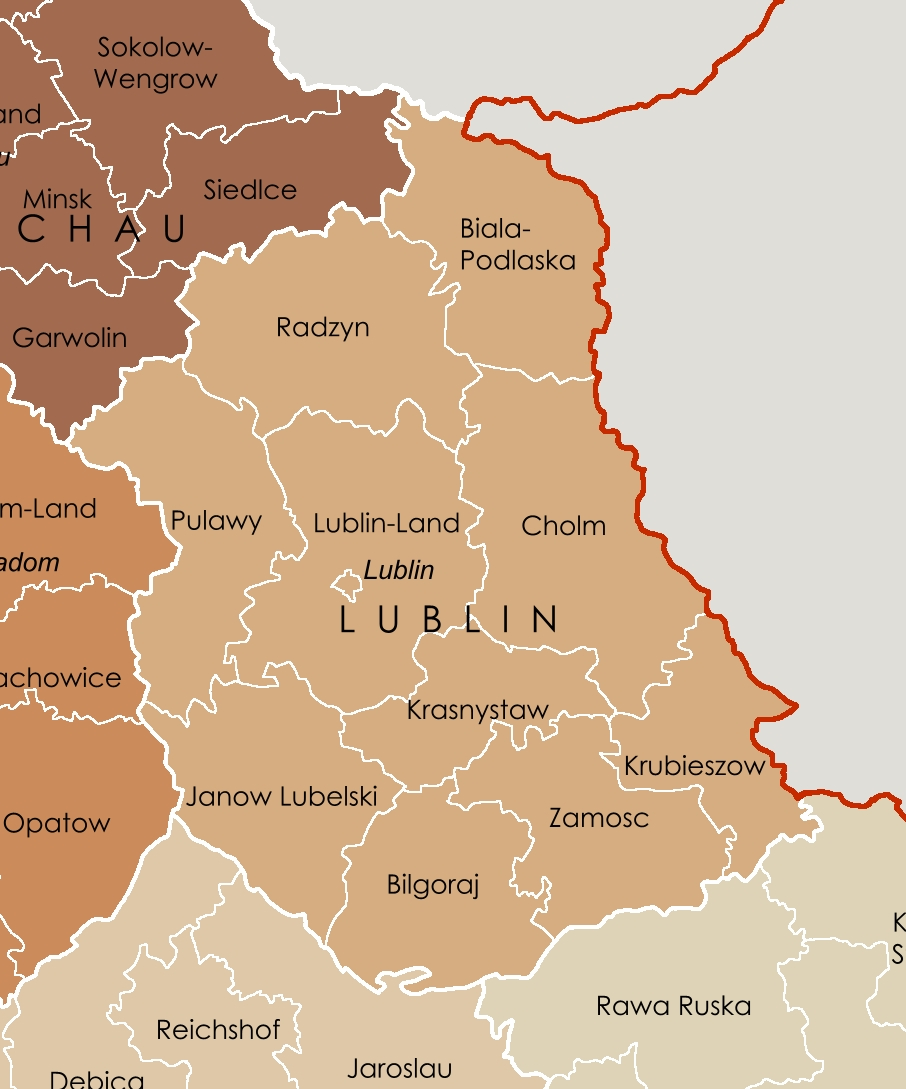
Región de Zamość como parte del distrito de Lublin (abajo a la derecha).

Artículo principal: Acciones de pacificación en la Polonia ocupada por la Alemania nazi
El destino de los niños polacos de Zamojszczyzna durante la guerra estuvo estrechamente relacionado con los planes alemanes para la expansión de su propio "espacio vital en el Este", parte de una política nazi más amplia llamada Generalplan Ost. Los planes para la "limpieza étnica de la tierra" de sus habitantes se crearon en el otoño de 1941 en Berlín y estaban estrechamente relacionados con la idea de la nueva gran consolidación de la nación alemana. Se llevaron a cabo acciones en todo el país denominadas Heim ins Reich ("Hogar del Reich") en toda Europa Central y Oriental (ver Aktion Saybusch en la Silesia polaca). Su objetivo principal era trasladar colonos de origen alemán de Rusia, Rumania y otros países a la Polonia ocupada. Al comienzo de la guerra, el programa se realizó principalmente en las partes occidentales de Polonia, incluidas Wielkopolska, Silesia oriental y Danzig-Westpreußen ya controladas por la Alemania nazi; pero después de la Operación Barbarroja, se continuó en todo el Gobierno General.
Con el fin de preparar la tierra para los nuevos colonos alemanes, tanto el ejército alemán como todas las ramas de la policía, incluida la Sonderdienst, con la ayuda de los batallones de la Policía auxiliar de Ucrania, llevaron a cabo deportaciones masivas de habitantes polacos nativos utilizando trenes del Holocausto, así como camiones e incluso vagones tirados por caballos. Zamojszczyzna fue reconocida como una de las principales áreas de asentamiento alemán del Distrikt Galizien y, según la orden del Reichsführer-SS Heinrich Himmler, se convirtió en el primer objetivo de intervención en la región. Los ucranianos fueron trasladados a aldeas en el perímetro de las colonias alemanas para proporcionar una zona de amortiguamiento que protegiera a los colonos alemanes de los partisanos polacos.

## La despoblación forzosa de la región de Zamość

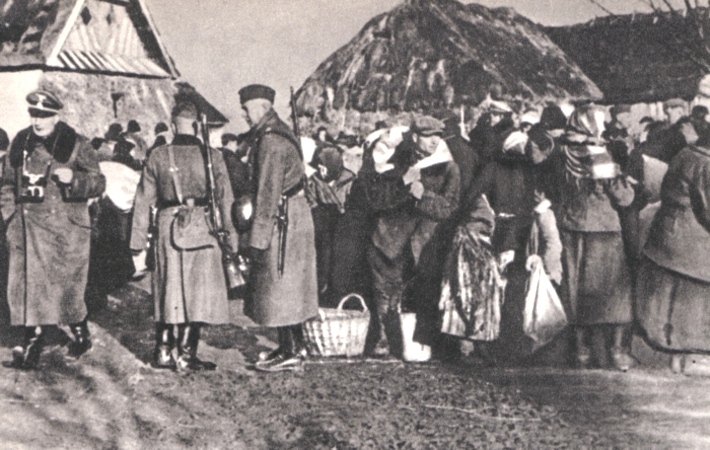
Expulsión de polacos de la región de Zamość en diciembre de 1942.

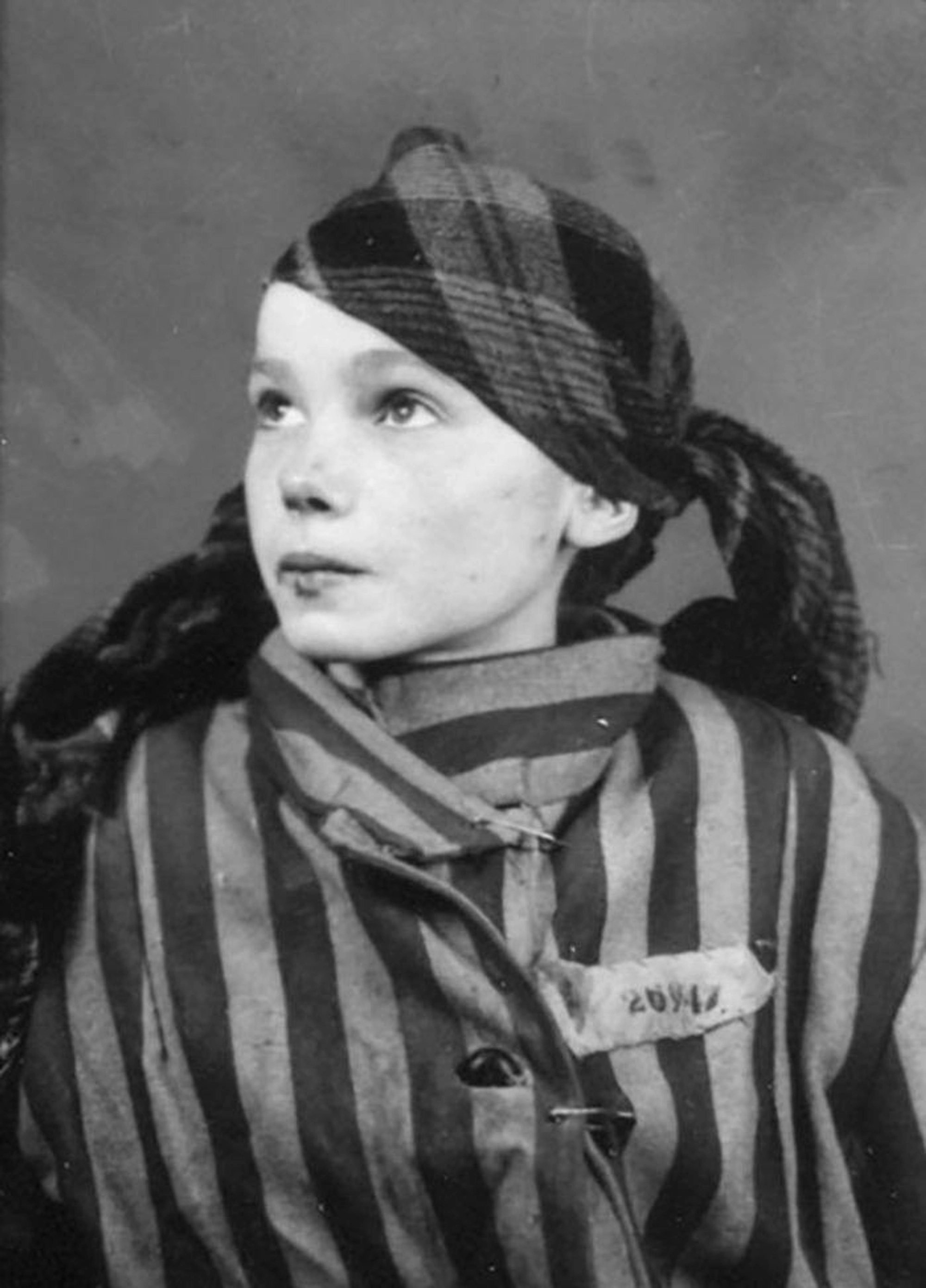
Czesława Kwoka: uno de los muchos niños polacos de la región asesinados en Auschwitz

La Alemania nazi atacó a la Unión Soviética el 22 de junio de 1941 y, en la atmósfera eufórica que rodeaba sus victorias iniciales, la Aktion Zamość fue esbozada por primera vez por Himmler junto con el gobernador Hans Frank, quien inicialmente solicitó que el programa se retrasara hasta la victoria total, pero fue convencido de lo contrario. De acuerdo con el Plan General Este, la primera expulsión forzosa de los 2.000 habitantes de las aldeas seleccionadas se llevó a cabo entre el 6 y el 25 de noviembre de 1941, mientras que el programa general de deportación comenzó un año después, la noche del 27 al 28 de noviembre de 1942 en Skierbieszów y sus alrededores. vecindad. Para entonces, la Operación Reinhard ya estaba en pleno apogeo.
Las expulsiones abarcaron los distritos de Hrubieszów, Tomaszów Lubelski, Zamość y Biłgoraj, y se completaron en marzo de 1943. En total, se despoblaron 297 pueblos polacos. Se creó un campo de concentración en Zamość alrededor de las calles de Piłsudskiego y Okrzei. Inicialmente, fue un campo de tránsito para prisioneros de guerra soviéticos, reconstruido y ampliado con 15 nuevos barracones agregados para el encarcelamiento de familias reunidas. El SS-Unterscharführer Artur Schütz fue nombrado comandante del campo. Desde allí, los transportes de niños no mayores de 14 años, cuyos nombres ya han sido germanizados, se enviaban a otros lugares. Los historiadores estiman que 116.000 personas en total fueron sacadas a la fuerza de Zamojszczyzna, entre ellas 30.000 niños.

## Deportaciones a campos de concentración
El campo de Zamość, ubicado en la calle S. Okrzei, sirvió como punto de tránsito para las selecciones y futuras deportaciones. En el primer mes de la Aktion Zamość, el campo procesó a 7.055 habitantes polacos de 62 aldeas. Las personas se dividieron en cuatro categorías principales con las siguientes letras de código: "WE" (re-germanización), "AA" (transporte al Reich), "RD" (trabajo agrícola para los colonos), "KI" (Kindertransport) , "AG" (trabajo en el Gobierno General); y finalmente, "KL" (campo de concentración). Los expulsados de Zamojszczyzna para realizar trabajos esclavos en Alemania fueron cargados en trenes que partían hacia campos de desplazamiento temporal gobernados por la sede principal de reasentamiento en Łodź. Las personas del último grupo fueron enviadas a los campos de concentración en Auschwitz y Majdanek.

El campo de Zamość procesó 31.536 polacos según los propios registros de Alemania, o 41.000 según las estimaciones de la posguerra. Las familias polacas desposeídas también fueron enviadas a otros campos de tránsito, incluido Zwierzyniec en el condado de Zamość, que procesó entre 20.000 y 24.000 polacos (12.000 entre julio y agosto de 1943). Existían campos de tránsito en Budzyn, Frampol, Lublin (en la calle Krochmalna), Stary Majdan, condado de Biłgoraj, Tarnogród, Wola Derezieńska, Old Wedan, Biłgoraj y también en Puszcza Solska. En todos ellos se realizaron selecciones raciales basadas en el secuestro forzoso de niños de sus padres. El término "Niños de Zamojszczyzna" se origina en la multitud de esos lugares.
He visto con mis propios ojos cómo los alemanes les quitaban los niños a sus madres. El acto de su separación forzosa me sacudió terriblemente [...] Los alemanes los golpeaban con látigos hasta que la sangre volaba en caso de la más mínima oposición, madres e hijos por igual. Uno podía escuchar gemidos y llantos por todo el campamento en esas ocasiones [...] También he visto niños pequeños siendo asesinados por los alemanes. – Leonard Szpuga, campesino expulsado de Topólcza.

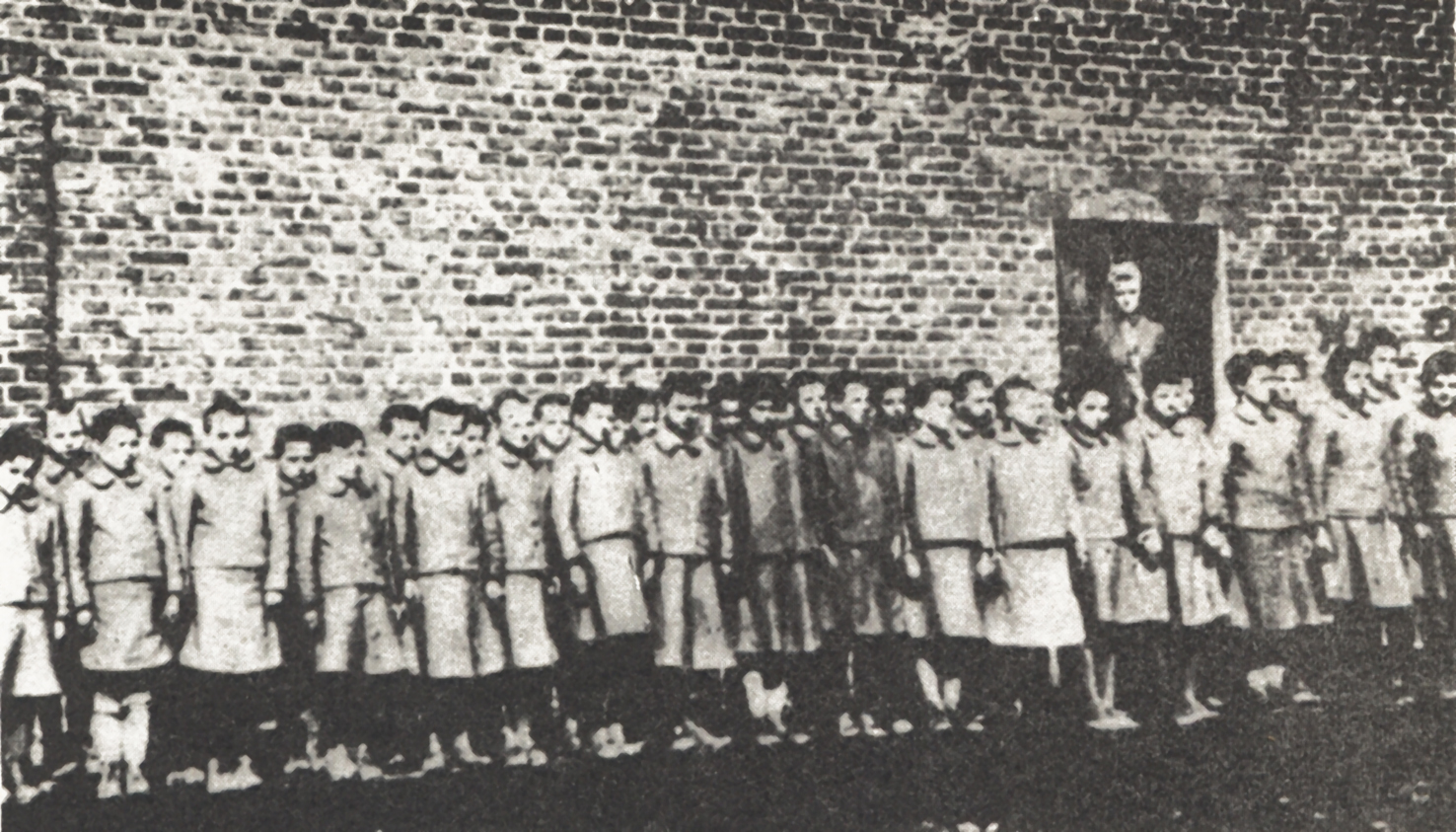
Niñas polacas en un campo alemán en Dzierżązna, cerca de Zgierz. Entre los prisioneros había niños reasentados de Zamojszczyzna (1942-1943).

Los niños sufrieron más en esos campos. La estadía promedio fue de varios meses. El hambre, el frío y las enfermedades eran fatales para ellos con mucha más frecuencia que para los adultos. Separados de sus padres, los niños eran transportados en vagones de ganado (de 100 a 150 niños en un vagón) a otros destinos. Muchos de ellos fueron enviados a un Kinder KZ (campo de concentración para niños) administrado junto con el gueto de Łódź. Kinder KZ procesó hasta 13.000 niños. La dramática noticia de los niños de Zamojszczyzna se extendió rápidamente por todo el país. Los ferroviarios polacos enviaban mensajes sobre los transportes a los habitantes de las ciudades donde pasaban los transportes. Hubo varias estaciones donde los residentes se arriesgaron a rescatar a los niños, como Sobolew, Żelechów, Siedlce, Garwolin, Pilawa y Varsovia. Otra acción de deportación, llamada Operación Werwolf, se llevó a cabo durante el verano de 1944 antes del avance soviético. Muchos de los habitantes se vieron obligados a evacuar después de haber sido transferidos previamente a estas áreas por Alemania ya en 1939. Familias enteras terminaron en campos de concentración en Majdanek (hasta 15.000 prisioneros de la Aktion Zamość) y Auschwitz, antes de ser deportados a trabajos forzados en el Reich. En Majdanek, debido al grave hacinamiento, trenes completos se mantuvieron en campos abiertos numerados del III al V.